# Arrondissement Nogent-sur-Marne
Arrondissement Nogent-sur-Marne (fr. Arrondissement de Nogent-sur-Marne) je správní územní jednotka ležící v departementu Val-de-Marne a regionu Île-de-France ve Francii. Člení se dále na 15 kantonů a 14 obcí.

## Kantony
- Bry-sur-Marne
- Champigny-sur-Marne-Centre
- Champigny-sur-Marne-Est
- Champigny-sur-Marne-Ouest
- Chennevières-sur-Marne
- Fontenay-sous-Bois-Est
- Fontenay-sous-Bois-Ouest
- Joinville-le-Pont
- Nogent-sur-Marne
- Ormesson-sur-Marne
- Le Perreux-sur-Marne
- Saint-Mandé
- Villiers-sur-Marne
- Vincennes-Est
- Vincennes-Ouest